# اسپکتینومایسین
اسپکتینومایسین (به انگلیسی: Spectinomycin)
نام تجارتی: در بازار سیاه به صورت نمک هیدروکلراید با نام تجاری Trobicin عرضه گردیده است.
رده درمانی: پادزیست.
رده فارماکولوژیک: رده آمینوسیکلیتول‌ها که به رده آمینوگلیکوزیدها مرتبط می‌گردند.
اشکال دارویی: آمپول ۲ گرم در ویال

## مکانیسم اثر
همه آمینوگلیکوزیدها با اتصال به ریبوزوم مانع سنتز پروتئین در باکتری می‌شوند در نتیجه اثر باکتریسیدی دارند. نفوذ این داروها به درون پوشش سلول‌های باکتریایی وابسته به اکسیژن می‌باشد و به همین دلیل بر روی بی هوازیهای مطلق اثر ناچیزی دارند. مهارکننده‌های سنتز دیواره سلولی انتقال آمینوگلیکوزیدها را افزایش می‌دهند.

## موارد مصرف
۱- درمان عفونت سوزاک (گنوره) همراه با عارضه، بالغین: ۲ تا ۴ گرم عضلانی به صورت تک دوز، کودکان: ۴۰ میلی‌گرم به ازای هر کیلوگرم وزن بدن به صورت تک دوز.
۲- درمان سوزاک منتشر، بالغین: ۲ گرم عضلانی دو بار در روز به مدت ۳ تا ۷ روز.
۳- درمان التهاب حاد بیضه و اپیدیدیم به دنبال مقاربت جنسی، بالغین: ابتدا ۲ گرم (یک آمپول) به صورت عضلانی و در دوز واحد و سپس ادامه درمان خوراکی با تتراسیکلین و اریترومایسین

## موارد منع مصرف
- حساسیت مفرط به دارو.

## عوارض جانبی
سرگیجه، راش پوستی، کهیر، تهوع، استفراغ، درد در محل تزریق